# Miyuki Satō
Miyuki Satō (佐藤 美由紀, Satou Miyuki)  é um jurista japonês.